# Chen Jingrun
Dans ce nom chinois, le nom de famille, Chen, précède le nom personnel.

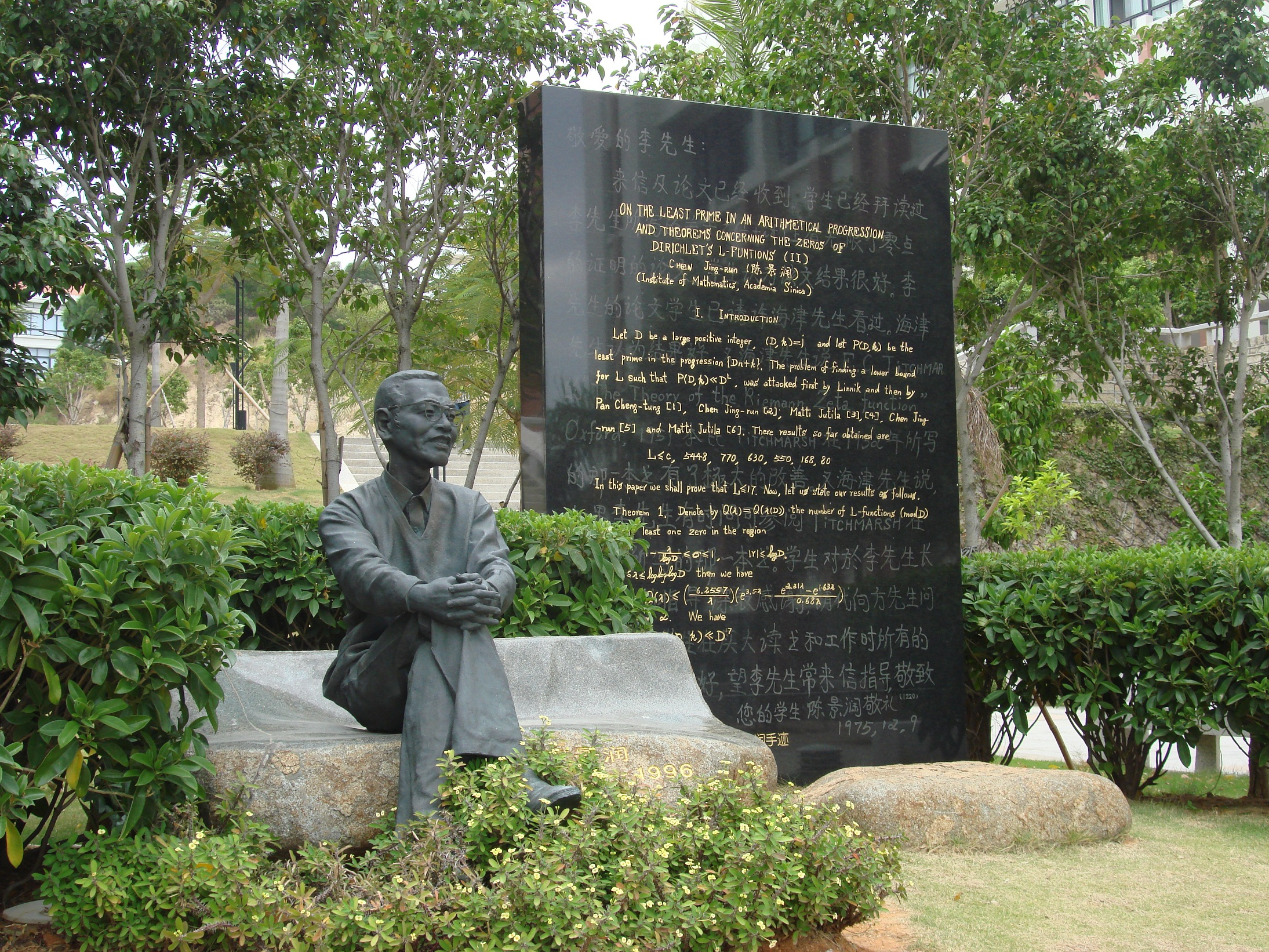
Statue de Chen Jingrun à l'université de Xiamen

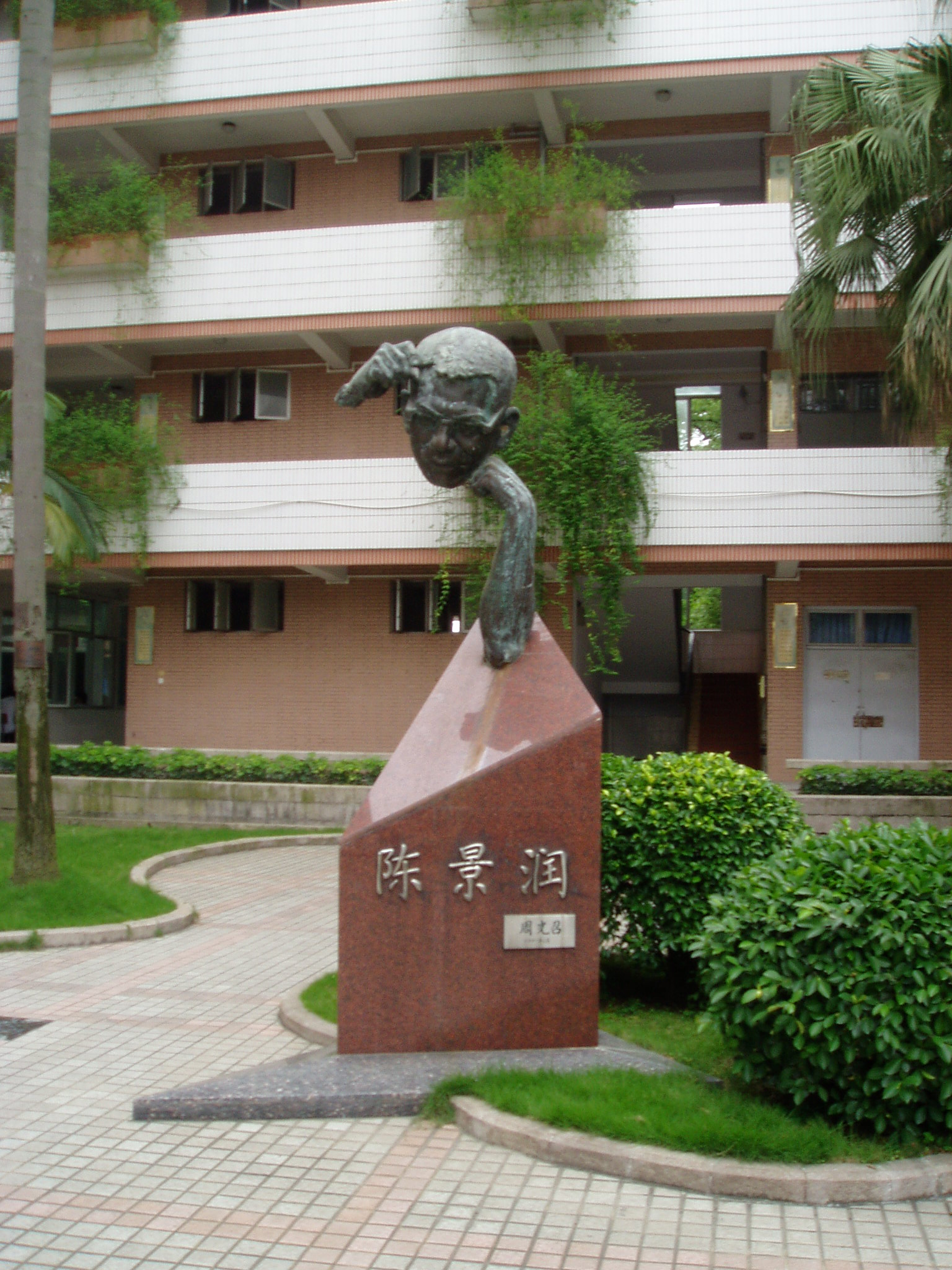
Statue de Chen à Fuzhou

Chen Jingrun, 22 mai 1933 – 19 mars 1996, est un mathématicien chinois qui a contribué de manière significative à l'enrichissement de la théorie des nombres. Chen est considéré comme un pionnier et une figure majeure des mathématiques au XXe siècle, et l'un des mathématiciens chinois les plus importants de l'histoire.

## Histoire personnelle
Chen Jingrun est le troisième fils d'une famille nombreuse de Fuzhou, Fujian, Chine. Son père était un employé de la poste. Chen Jingrun sort diplômé en mathématiques de l'université de Xiamen en 1953. Son mentor à l'Académie chinoise des sciences était Hua Luogeng.

## Recherches
Ses travaux sur la conjecture des nombres premiers jumeaux, le problème de Waring, la conjecture de Goldbach et la conjecture de Legendre ont fait progresser la théorie analytique des nombres. En 1966, il a prouvé ce qui est désormais appelé le théorème de Chen : tout entier suffisamment grand est la somme d'un nombre premier et d'un nombre semi-premier, c'est-à-dire un entier qui est le produit d'au plus deux nombres premiers. Par exemple : 100 = 23 + 7 × 11.

## Éléments commémoratifs
L'astéroïde (7681) Chenjingrun lui doit son nom.
En 1999, la République populaire de Chine a émis un timbre postal de 80 centimes, intitulé Le meilleur résultat de la conjecture de Goldbach, avec l'effigie de Chen et une inégalité :
{\displaystyle P_{x}(1,2)\geq {\frac {0.67xC_{x}}{(\log x)^{2}}}.}

## Œuvres
- J.-R. Chen, On the representation of a large even integer as the sum of a prime and a product of at most two primes, Sci. Sinica 16 (1973), 157–176.
- Chen, J.R, "On the representation of a large even integer as the sum of a prime and the product of at most two primes". (en chinois) J. Kexue Tongbao 17 (1966), 385–386.

## Littérature
- Xu Chi (zh), « Le problème de Goldbach (zh) », dans Ici aussi la vie respire, et autres textes de littérature de reportage (1926-1982), trad. Noël Dutrait, Alinea, 1986, p. 107-145.